# Миран Крмељ
Миран Крмељ (словен. Miran Krmelj; Јесенице, 23. фебруар 1941 − Загреб, 2. март 2009) био је југословенски и словеначки хокејаш на леду који је током каријере играо на позицијама одбрамбеног играча.
Играчку каријеру започео је у екипи Акрони Јесеница у свом родном граду, а потом је у сезони 1962/63. прешао у реде загребачког Медвешчака за који је играо у првенству Југославије наредних 20 година.
За сениорску репрезентацију Југославије наступио је на ЗОИ 1964. у Инзбруку на којима је одиграо 5 утакмица. По окончању играчке каријере 1985. једно време је радио у градској управи Града Загреба, а касније је отворио и туристичку агенцију специјализовану за путовања спортиста.